# アムル・イブン・アル＝アース
アムル・イブン・アル＝アース（عمرو بن العاص, ‘Amr ibn al-‘As, 573年 - 664年）はイスラーム初期の政治家・武将。パレスティナとエジプト（アエギュプトゥス）の征服者。ウマイヤ朝初代カリフ、ムアーウィヤの盟友。

## イスラーム入信とシリア征服
クライシュ族のサフム家出身。娼婦の子という伝説もある。イスラーム最初期にはメッカの多くの指導者たちとともに反イスラーム陣営に身を置き、625年のウフドの戦いではクライシュ軍に参加している。しかしアムルは、628年のフダイビーヤの和議の間にイスラームに改宗し、629年にアムルはムスリムとなった。
預言者ムハンマドの死後、リッダ戦争で活躍。さらに634年4月にはヤジード・イブン＝アビー・スフヤーン、シュラフビール・イブン＝ハサナとともにシリア遠征軍の司令官とされ、パレスティナ地方の征服を命じられた。イスラーム軍はシリアへ侵攻したが、これを阻止するため東ローマ帝国の大軍が現れた。そこでイスラーム側諸将はカリフのアブー・バクルに援軍を求め、イラク戦線から派遣されたハーリド・イブン・アル＝ワリードの指揮のもと、ヤルムークの戦いで東ローマ軍を破ることに成功した。その後、新たにシリア派遣軍総司令官となったアブー・ウバイダの指揮のもと、フェヘルの戦いで再び東ローマ軍を破り、さらにヨルダン・パレスティナ地方の征服をすすめ、638年にはエルサレムを包囲・降伏させている。

## エジプトの征服
アムルはエルサレムでカリフのウマルにエジプト遠征計画を進言した。ウマルは決断をためらって「汝にエジプトから引き返すように命令する書簡が、エジプトのどこかに侵入する前にとどいたときは引き返せ。しかし汝が余の書簡を受け取る前にその地に踏み込んでいたときは、前進してアッラーの援けを乞え」と語ったが、結局遠征を許す。
しかしマディーナ（メディナ）に帰って他の有力者たちと協議したウマルは、エジプトが本国からあまりにも隔たっていることに不安を覚えて遠征許可を取り消す。その報せが届いたときアムルはエジプト国境を目前にしていたが、先のウマルの言葉を思い出してしばらく書簡を開封せず、そのまま国境を越えた。エジプトに入った時点で開いた書簡には遠征許可を取り消す旨が記されていたが、アムルはすでに国境を越えたことを理由としてそのまま前進を続けた。
アムルのエジプト遠征軍はわずか4千騎であったが、アムルは若い頃にたびたび隊商を率いてエジプトへ旅したため地理を熟知していたうえ、エジプトでは東ローマ帝国の支配が嫌われていたため、征服はさほど困難ではなかった。アムルは教義問題をめぐってコンスタンティノープル教会と対立していたコプト派キリスト教徒を味方につけ、640年2月にペルシウムを攻略。現在のカイロ市にあったバビュロン城を包囲し、7月にアイン・シャムス（古代のヘリオポリス）近郊で東ローマ軍2万を撃破した（ヘリオポリスの戦い）。翌641年4月にバビュロンを陥落させ、5月13日にナイルデルタ西部の要衝ニキウを降し、本国からの援軍を加えた2万の軍で東ローマ帝国エジプト支配の中枢、アレキサンドリアを攻囲（アレキサンドリア攻囲戦）。アレクサンドリアには5万人の東ローマ軍が篭城していたが、東ローマ側指揮官キルスは641年11月8日に降伏し、翌年9月に東ローマ軍はエジプトから撤退した。なおアムルはアレキサンドリア攻略後、エジプト西方の安全を確保するためリビアのバルカまで侵攻し、この地方の住民に服従を誓わせている。
646年には東ローマ帝国がエジプト回復を狙ったが、ニキウの戦いで撃破した。
アムルはエジプト支配の拠点として、バビュロン城に近いナイルデルタの頂点に軍営都市ミスル・アル・フスタートを建設した。これが現在のカイロ市の原型である。またアムルがフスタートの中心に建てたアムル・モスクはアフリカ大陸最古のモスクといわれる。また古代に作られたナイル川と紅海を結ぶ運河を浚渫し、復興した。しかしウマルはアムルがエジプトから十分な収益を上げていないと考えて、上エジプトに別の総督を任じ、後継カリフのウスマーンはアムルをエジプトから召喚した。